# 莎哈爾·皮爾
莎哈爾·佩爾（希伯來語：שחר פאר，羅馬化：Shahar Pe'er，1987年5月1日—），以色列职业网球运动员，她的最高單打世界排名為15（2007年1月29日），目前她在大滿貫最好的成績，她曾在2007年美網打進八強。

## 外部連結
- 官方网站
- 莎哈爾·皮爾的国际女子网球协会官方資料（英文）
- 莎哈爾·皮爾的國際網球總會 職業／青少年 官方資料（英文）
- Fed Cup - Player profile - Shahar PEER (ISR) （页面存档备份，存于）